# Захнихино
Захнихино — деревня в Горайской волости Островского района Псковской области.
Расположена у правого берега реки Великая, в 35 км к юго-востоку от города Остров и в 12 км к востоку от волостного центра, деревни Крюки. Восточнее находится деревня Казаны.
Численность населения деревни по состоянию на 2000 год составляла 2 человека.